# アンダーグラウンド (映画)
『アンダーグラウンド』（Underground, セルビア語: Подземље）は1995年のフランス・ドイツ・ハンガリー・ユーゴスラビア・ブルガリアの歴史コメディドラマ映画。監督はエミール・クストリッツァ。カンヌ国際映画祭でパルム・ドールを受賞（同監督の受賞は1985年の『パパは、出張中!』に続き2度目である）した。ベオグラードを舞台に、第二次世界大戦からユーゴ内戦まで、ユーゴスラビアの激動の歴史をブラックユーモアを交えて描いている。
劇場公開時のバージョンは163分。本作は『Once Upon a Country』（Била једном једна земља, Bila jednom jedna zemlja）というタイトルでも知られ、これはセルビア国営放送で5時間のミニシリーズとして放送したロングバージョンのタイトルである。劇場公開にあたり、クストリッツァは共同製作者から、320超分から大幅なカットを強いられたとインタビューで述べている。

## ストーリー
第一章「戦争 (Deo Rat)」
1941年4月、ナチス進攻下のベオグラードでは、パルチザンの義賊・詩人にして共産党員のマルコが元電気工のクロ（ペタル・ポパラ）を党に入党させ、めきめきと闇社会で頭角を表していく。4月6日、ベオグラードはナチスの本格的な爆撃を受け、都市は焼け野原となり、マルコの弟・イヴァンが飼育係を勤める動物園も爆撃により多くの動物が死傷した。ナチスによる共産党員・パルチザン狩りが進むなか、マルコはクロを含む一族郎党を丸め込み、地下室（アンダーグラウンド）に退避させ武器の密造を行わせる。
マルコとクロの両者が恋焦がれる女優ナタリアは、障害者の弟・バタと自分の身の保身のためにナチス将校・フランツの恋人となるが、クロの奇策により奪還される。しかし船上でのクロとの結婚式の最中にフランツ率いるナチス部隊の襲撃を受け、ナタリアは再びフランツの下へ、クロは捕縛されパルチザンの情報を引き出すために拷問を受ける身となる。マルコは医師に変装しフランツを暗殺、ナタリアとクロを奪還するが、その際のトラブルによりクロは大怪我をし地下室の住人となる。
マルコはその後も仲間を地下に幽閉しながらパルチザンの英雄として祖国解放戦争を勝ち抜き、チトー大統領の側近となる。しかし地下室の住人には「まだナチとの戦争は続いている」と嘘をつきつづけ、武器の密造を続けさせ自分の利益とした。そしてナタリアも自分の妻としてクロから奪うことに成功する。
第二章「冷戦 (Deo Hladni Rat)」
祖国解放により、ユーゴ共産党政府の重要人物となったマルコとその妻ナタリア。しかしマルコは地下に幽閉したまま武器の密造をさせているクロたちの事が気がかりだった。マルコはクロの事を「祖国解放戦争で英雄的な死をとげた」とし、銅像を立て記念映画の製作にまで踏み切る。
地下世界では多くの人々が武器製造に従事しており、マルコが毎晩主題歌『リリー・マルレーン』とともに流す偽物のドイツ軍ベオグラード放送のおかげで、いまだに第二次大戦が続いていると信じていた。地上で映画撮影が進むころ、地下世界ではクロの息子・ヨヴァンとエレナの結婚式の最中、欺瞞に耐え切れないナタリアが酒に酔い、マルコとの関係をクロに知られてしまう。クロに問い詰められたマルコは自殺のふりをし、自分の脚を銃で撃つ。そんな中、イヴァンの親友であるサルのソニが地下で製造された戦車に乗り込み、偶然に主砲を発射してしまう。血気にはやるクロは、息子のヨヴァンを連れ、戦車の砲弾によって出来た穴から地上に撃って出る。しかし彼らが目にしたのはマルコが企画した「国家英雄クロ」のプロパガンダ映画の撮影班だった。ナチス兵に扮するエキストラやフランツに扮する俳優を本物だと思い込んだクロとヨヴァンは映画撮影班を血祭りにあげてしまう。
ドナウ河で生まれて初めて太陽の光を見るヨヴァン。クロはヨヴァンに泳ぎ方を教えるなどして父親として息子への愛を示すが、その最中に映画撮影班虐殺事件の犯人追跡に現れたヘリコプターの銃撃を受ける。一人で上手く泳げず河に沈んだヨヴァンは水中で新婦のエレナと幻想的な再会を果たし、ドナウ河の中に消えていく。クロは息子を探し河底にもぐりこむが、猟師の網にかかって浮き上がれなくなってしまう。
欺瞞への苦しみ、政治の混迷に耐えられなくなったマルコとナタリアは、ついに自宅を爆破し失踪、政界からも姿を消す。そしてチトー大統領の死により、ユーゴはまた混乱に包まれていく。
第三章「戦争 (Deo Rat)」
1992年、イヴァンはベルリンの精神病院にいた。新年を祝う花火が打ち上げられる中、ユーゴに帰りたいと泣くイヴァンに担当医は「第二次世界大戦はもうとっくに終わっている。旧ユーゴは内戦の最中だ。おまえの兄マルコとナタリアは武器商人として国際指名手配されている」と真実を打ち明けてしまう。真実に耐え切れなくなったイヴァンは嘔吐し、その後マンホールから地下世界に帰っていく。地下には大戦中にパルチザンが作り上げたヨーロッパ全土を結ぶ大通路があり、そこを国連軍や難民が行き来していた。ボスニアから来たという国連軍の兵士にどこへ行くのかと訊かれたイヴァンは「ユーゴスラヴィアへ」と答えるが、兵士から「ユーゴはもうない」と言われ激しく動揺する。その後担当医と別れたイヴァンは地下を彷徨い、サルのソニと再会する。ソニに導かれて戻った旧ユーゴでは激しい内戦と虐殺が行われていた。
重砲陣地から砲撃が行われていた。その部隊の指揮官はなんとまだ生きていたクロだった。クロは息子ヨヴァンを探しつづけ、内戦を戦っていたのだ。国連軍の質問にクロは答える「あなたはクロアチア勢力なのか? セルビア勢力なのか?」「俺はペタル・ポパラ"クロ"だ」、「どの部隊に所属しているのか?」「俺の部隊だ」、「上官はいるのか?」「いる……。"祖国"だ」
その内戦の中、マルコとナタリアは武器商人として軍事勢力と交渉を行っていた。その現場を見てしまったイヴァンは車椅子のマルコを激しく問い詰め、杖で殴打し殺してしまう。兄殺しの罪を償うため、イヴァンは教会の鐘の綱に自分の首をくくりつけ自殺する。商談に失敗し、戦火から逃げ遅れたマルコ（の遺体）とナタリアは名もなき兵士に捕らえられる。兵士は上官に無線で報告する「セルビア兵16人、国連兵3人、それと武器商人2人。どうしますか?」「武器商人か? 殺せ」無線の向こうで答えた"上官"はクロだった。射殺後に火をつけられ燃え上がるマルコとナタリアの亡骸を見つけたクロ。「マルコ、俺の兄弟。ナタリア、俺の恋人。……ヨヴァンも行方不明だ。何と言う事だ」
民兵と難民たちを引き連れ地下に潜ったクロは懐かしい「地下室」にたどり着く。これまでの人生を嘆くクロはふいにヨヴァンの声を聞く。井戸を覗くとその底には結婚式の姿のままのヨヴァンが見える。井戸に飛び込み、地下水路からドナウ河に流れ着くクロ。彼の周りに懐かしい顔が集まってくる。
……ドナウ河に面した小さな半島。そこではヨヴァンとエレナの結婚式が行われていた。死んだはずのクロの妻、地下室で戦火をくぐりぬけ、マルコに爆殺されたはずの仲間も宴を楽しんでいる。マルコも、ナタリアも正装して宴にやってくる。「許してくれ」「許そう、でも忘れないぞ」友情は蘇り、また楽しげな宴が繰り返される。小さな半島は陸から離れ、河を漂っていく。……「苦痛と悲しみと喜びなしでは、子供たちにこう伝えられない。『むかし、あるところに国があった』、と」

## キャスト
- マルコ - ミキ・マノイロヴィッチ
- ペタル・ポパラ"クロ" - ラザル・リストフスキー（セルビア・クロアチア語版）
  - 「クロ」は原語でセルビア・クロアチア語: Crni（ツルニ）、セルビア語で黒の意。
- ナタリア - ミリャナ・ヤコヴィッチ（セルビア・クロアチア語版）
- フランツ - エルンスト・シュテッツナー（ドイツ語版）
- イヴァン - スラヴコ・スティマツ（セルビア・クロアチア語版）
- ヨヴァン - スルジャン・トドロヴィッチ（セルビア・クロアチア語版）

## 制作
撮影は1993年秋に始まり、1995年春先まで断続的に行われた。セルビア国営放送はこの映画の資金調達に小さな役割を果たし、映画は小道具としてレンタルされたユーゴスラビア軍の機材を使用した。

## 作品の評価
本作品はユーゴスラビア内戦のさなかに制作された。ユーゴスラビア史を概観したうえで同時代での内戦まで描いていることからさまざまな側面から政治的要素が見出され、さまざまに解釈された。
- 積極的に「くに」の語を用いており、「失われた祖国」をユートピア的に扱っているように読める描写が多数ある。また、そこでの「祖国」は独立した各共和国ではなく旧「ユーゴスラビア」全体を指すと受け取ることができる内容だった。このことがヨーロッパで「大セルビア主義に近い観点から描かれている」との批判を引き起こした。当時、セルビアは悪であるとの宣伝が有力だったことも関係している。親セルビア的で大セルビア主義的であるとの批判は、クストリッツア監督の引退宣言の原因となった（後に取り消された）。クストリッツァ自身はセルビア国籍を持ち、セルビア人の父とモスレム人の母をもち、自らは「ユーゴスラビア人」と名乗っている。
- 作品全般にわたり、ジプシー・ブラス系統の激しいブラスバンド演奏を中心にしたユーゴスラビア民族音楽、それにあわせた狂乱的な演技が散りばめられており、日本公開当時「音楽が凄すぎて映画としての評価がうまくできない」とニフティ・サーブの映画フォーラムなどで話題になった。また、日本におけるユーゴスラビア音楽ファンの増加に本作品は大きな影響を与えたと思われる。
- 本作品では実際の記録映像に主人公たちが紛れ込み登場するという合成カットが多用されており、1941年のナチス爆撃、1944年の連合軍爆撃、ユーゴスラビア共和国誕生、トリエステ紛争、チトー大統領の葬儀などのシーンで、当時の雰囲気を伝える貴重な映像を見ることが出来る。
  - トリエステ紛争のシーンでは主人公マルコがプロパガンダ演説を行っている。
  - チトー大統領の葬儀シーンでは、ソ連のブレジネフ書記長やパレスチナのアラファト議長ほか、各国の首脳の姿が見られる。
- これまでの映画や小説での「対独パルチザン」は清廉潔白・自己犠牲精神の持ち主としてある意味無個性的に描かれる事が多かったが、本作では戦争の混乱でのし上がる盗賊やごろつきのように描かれており、その観点から斬新であったともされる。

Rotten Tomatoesによれば、批評家の一致した見解は「長い友情の縮図を通して共産主義時代の東ヨーロッパを深く洞察した『アンダーグラウンド』は、疲労困憊させられるが、爽快な気分にさせてくれる叙事詩である。 」であり、35件の評論のうち高評価は86%にあたる30件で、平均点は10点満点中7.5点となっている。
Metacriticによれば、17件の評論のうち、高評価は13件、賛否混在は3件、低評価は1件で、平均点は100点満点中79点となっている。